# 太田政男
太田 政男（おおた まさお、1946年10月6日 - ）は、日本の教育学者。大東文化大学名誉教授。第15代大東文化大学学長。

## 来歴
長野県長野市生まれ。1969年東京大学教育学部卒業。1971年東京大学大学院教育学研究科修士課程修了。1976年東京大学大学院教育学研究科博士課程単位取得満期退学。1976年大東文化大学文学部教育学科専任講師、1981年同助教授、1987年同教授。2010年から2017年まで第15代大東文化大学学長。教育科学研究会副委員長、埼玉社会教育研究会会長。

## 著書
- 『人を恋う』蕗薹書房 1996
- 『人を結う』ふきのとう書房 2001
- 『若者のなかの世界・世界のなかの若者 若者たちの生きづらさと希望』ふきのとう書房 2002

### 共編著
- 『高校で何を学ぶか 6 労働・職業・生活の学習』斉藤武雄,畑沢セイ子,吉田和子,小松光一,時得捷子,半谷高紀共著 大月書店 1990
- 『教育について』宮崎駿、山田太一、網野善彦、岸田今日子、落合恵子、窪島誠一郎（聞き手）旬報社 1998
- 『最新青少年事情サミングアップ 最新の青少年文化と行動パターンを概説』編 教育開発研究所 教職研修総合特集 管理職スペシャル・レクチャー 2003
- 『まちづくりは面白い 地域から人間の生き方・暮らし方を考える』編著 ふきのとう書房 2003
- 『高校教育改革に挑む 地域と歩む学校づくりと教育実践』日高教・高校教育研究委員会,浦野東洋一共編著 ふきのとう書房 2004
- 『思春期・青年期サポートガイド 困った!に応え、自立を励ます』小島喜孝,中川明,横湯園子共編著 新科学出版社 2007
- 『学ぶはたらくつながる 格差社会に立ち向かう若者たちへ』工藤毅共編 かもがわ出版 2008

## 論文
- Cinii